# Monarca elegant
El monarca elegant (Arses telescopthalmus) és una espècie d'ocell de la família dels monàrquids (Monarchidae) que habita boscos a les illes Aru, Raja Ampat, i Nova Guinea.